# National Basketball Development League 2002-2003
La stagione della National Basketball Development League 2001-2002 fu la seconda edizione della NBDL. La stagione si concluse con la vittoria dei Mobile Revelers, che sconfissero i Fayetteville Patriots per 2-1 nella serie finale.

## Squadre partecipanti
- Asheville Altitude
- Columbus Riverdr.s
- Fayet. Patriots
- Greenville Groove

- Huntsville Flight
- Mobile Revelers
- N.C. Lowgators
- Roanoke Dazzle

## Classificaregular season
| Squadra                    | V  | P  | PCT  | GB |
| -------------------------- | -- | -- | ---- | -- |
| Fayetteville Patriots      | 32 | 18 | 64,0 | -- |
| North Charleston Lowgators | 26 | 24 | 52,0 | 6  |
| Mobile Revelers            | 26 | 24 | 52,0 | 6  |
| Roanoke Dazzle             | 26 | 24 | 52,0 | 6  |
| Asheville Altitude         | 23 | 27 | 46,0 | 9  |
| Columbus Riverdragons      | 23 | 27 | 46,0 | 9  |
| Greenville Groove          | 22 | 28 | 44,0 | 10 |
| Huntsville Flight          | 22 | 28 | 44,0 | 10 |

## Play-off
|  | Semifinali | Semifinali                 | Semifinali |                 |   | Finale                | Finale | Finale |  |
|  |            |                            |            |                 |   |                       |        |        |  |
|  | 1          | Fayetteville Patriots      | 2          |                 |   |                       |        |        |  |
|  | 1          | Fayetteville Patriots      | 2          |                 |   |                       |        |        |  |
|  | 4          | Roanoke Dazzle             | 0          |                 |   |                       |        |        |  |
|  | 4          | Roanoke Dazzle             | 0          |                 | 1 | Fayetteville Patriots | 1      |        |  |
|  |            |                            |            |                 | 1 | Fayetteville Patriots | 1      |        |  |
|  |            |                            | 3          | Mobile Revelers | 2 |                       |        |        |  |
|  | 2          | North Charleston Lowgators | 3          | Mobile Revelers | 2 | 0                     |        |        |  |
|  | 2          | North Charleston Lowgators |            |                 |   |                       |        |        |  |
|  | 3          | Mobile Revelers            | 2          |                 |   |                       |        |        |  |

| Campione National Basketball Development League 2002-2003 |
| --------------------------------------------------------- |
| Mobile Revelers 1º titolo                                 |

## Statistiche
| Categoria             | Giocatore       | Squadra                    | Stat |
| --------------------- | --------------- | -------------------------- | ---- |
| Punti per gara        | Nate Johnson    | Columbus Riverdragons      | 19,5 |
| Rimbalzi per gara     | Tang Hamilton   | Columbus Riverdragons      | 9,0  |
| Assist per gara       | Cory Alexander  | Roanoke Dazzle             | 6,1  |
| Palle rubate per gara | Jeff Trepagnier | Asheville Altitude         | 2,3  |
| Stoppate per gara     | Karim Shabazz   | North Charleston Lowgators | 1,8  |
| FG%                   | Peter Cornell   | North Charleston Lowgators | 59,4 |
| FT%                   | Jason Capel     | Fayetteville Patriots      | 88,5 |
| 3FG%                  | Isaac Fontaine  | Mobile Revelers            | 44,2 |

## Premi NBDL
- Most Valuable Player: Devin Brown, Fayetteville Patriots
- Rookie of the Year: Devin Brown, Fayetteville Patriots
- Defensive Player of the Year: Mikki Moore, Roanoke Dazzle
- Sportsmanship Award: Billy Thomas, Greenville Groove
- All-NBDL First Team
  - Devin Brown, Fayetteville Patriots
  - Tierre Brown, North Charleston Lowgators
  - Tang Hamilton, Columbus Riverdragons
  - Mikki Moore, Roanoke Dazzle
  - Jeff Trepagnier, Asheville Altitude
- All-NBDL Second Team
  - Cory Alexander, Roanoke Dazzle
  - Ernest Brown, Mobile Revelers
  - Derek Hood, Mobile Revelers
  - Nate Johnson, Columbus Riverdragons
  - Sedric Webber, North Charleston Lowgators